# Флатхед (река)
Флатхед (англ. Flathead River) — река на северо-западе штата Монтана, США. Длина — 254 км. Площадь бассейна — 22 779 км². Является крупнейшим притоком реки Кларк-Форк, составляя почти половину её расхода воды.
Берёт начало в Скалистых горах, вблизи национального парка Глейшер как слияние трёх верховий: Северный Флатхед, Средний Флатхед и Южный Флатхед.
Длиннейшиее из верховий, северное, берёт начало на юго-востоке канадской провинции Британская Колумбия. У городка Уэст-Глейшер оно сливается со Средним Флатхедом, поворачивает на запад и вскоре сливается с Южным Флатхедом.
После слияния всех трёх верховий река протекает между горными хребтами Уайтфиш и Сван, а затем впадает в озеро Флатхед. Близ городка Полсон река вытекает из озера и течёт преимущественно в южном направлении через долину Флатхед, к западу от горного хребта Мишн. Близ городка Диксон принимает приток Джоко, после которого на протяжении нескольких нижних миль течёт на запад. Близ населённого пункта Парадайз впадает в реку Кларк-Форк, известную в нижнем течении как Панд-Орей и несущую свои воды в реку Колумбия.
В бассейн реки входит озеро Эшли.